# Zorbau
Zorbau ist ein Ortsteil der Stadt Lützen im Burgenlandkreis in Sachsen-Anhalt (Deutschland).

## Geografie

### Ortschaftsgliederung

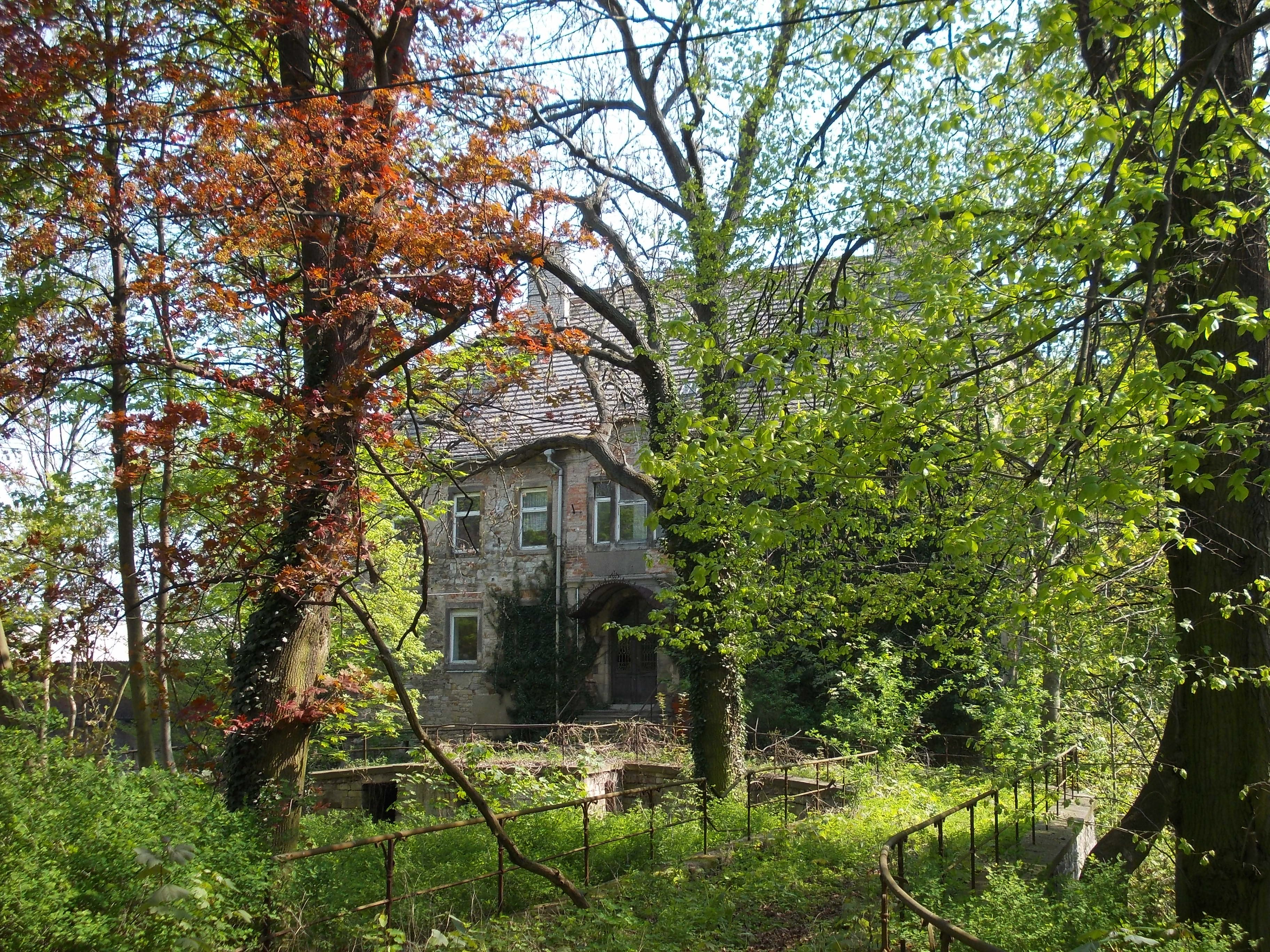
Herrenhaus in Zörbitz

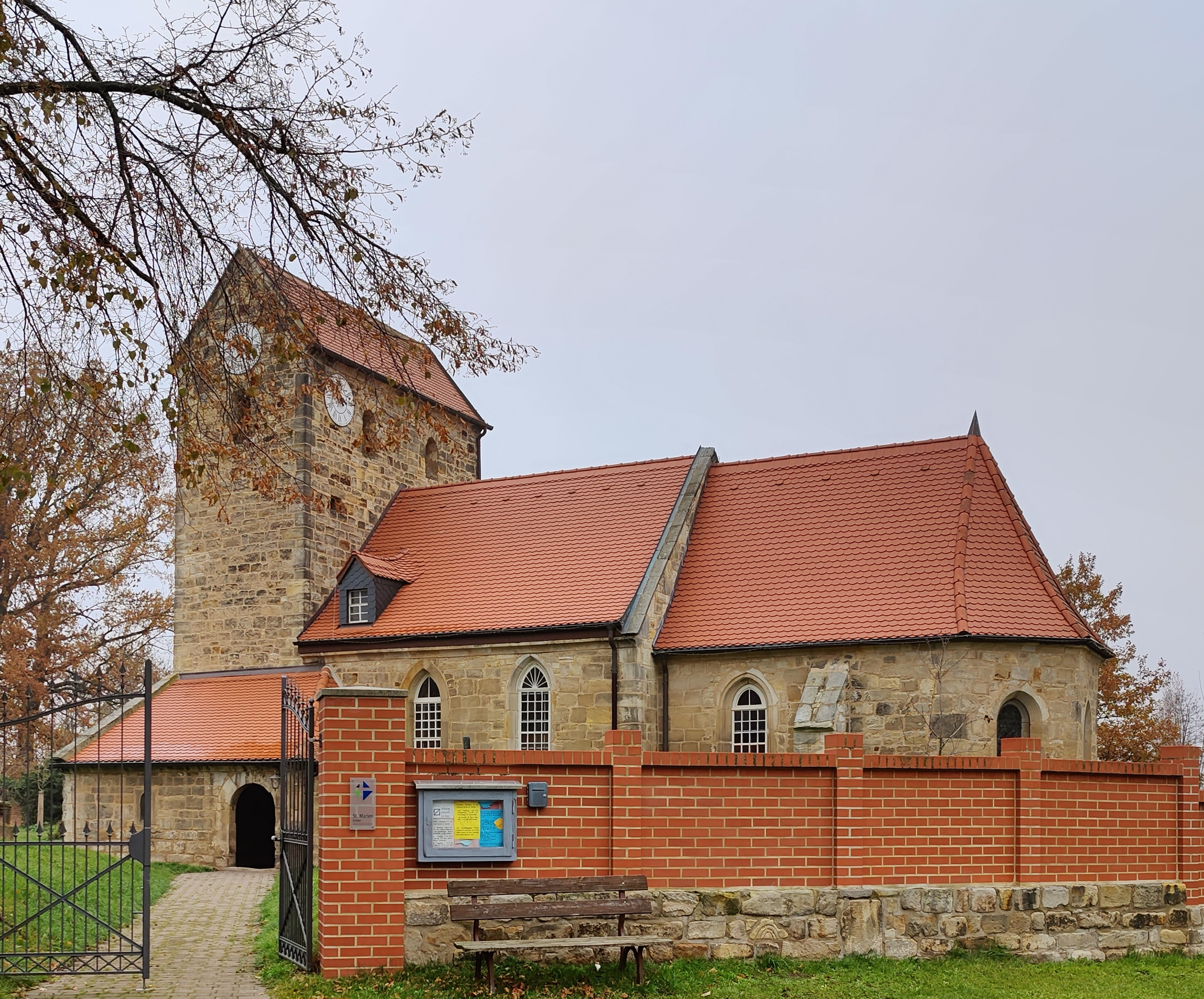
Marienkirche Zorbau

Zur Ortschaft Zorbau gehören die Ortsteile Gerstewitz, Nellschütz, Zorbau und Zörbitz.

## Geschichte
Der Ort Zorbau wurde 1088 erstmals erwähnt, ist aber wahrscheinlich älter und geht auf eine sorbische Siedlung zurück. Der Ortsname leitet sich vermutlich direkt vom Stammesnamen der Sorben ab. Siedlungsspuren in der Umgebung führen bis in die Jungsteinzeit zurück. Gräber in Gerstwitz datiert man auf 3400 bis 3050 vor Christus. Zorbau, Zorbonne, Zourbow, Czorbow, Zorbau – viele Namen hatte der Ort seit seiner ersten urkundlichen Erwähnung 1088. Der Ort ist allerdings wesentlich älter. Die Ortsteile Zorbau, Gerstewitz, Zörbitz und Nellschütz deuten auf einen slawischen Ursprung hin. In einer Urkunde des Gosecker Klosters von 1135 steht geschrieben, dass Uda, die Schwester des Pfalzgrafen Friedrich II. in Zorbau 1088 starb und in Goseck begraben liegt. Uda (auch Oda oder Hilaria) besaß in Zorbau ein Gut, zu dem wahrscheinlich die noch heute vorhandene Wehrkirche gehört. Die Zorbauer Marienkirche ist romanischen Stils und zeichnet sich durch ihre sorgfältige Bauweise aus.
Zorbau und seine heutigen Ortsteile Gerstewitz, Nellschütz und Zörbitz gehörten bis 1815 zum Mölsener Gerichtsstuhl im kursächsischen Amt Weißenfels, das zwischen 1656/57 und 1746 zum Sekundogenitur-Fürstentum Sachsen-Weißenfels gehörte. 1782 hatte Zorbau 46 Häuser, darunter Schenke und Brauhaus. Zu dieser Zeit hatte der Ort 200 Einwohner.
Durch die Beschlüsse des Wiener Kongresses kamen Zorbau, Gerstewitz, Nellschütz und Zörbitz im Jahr 1815 zu Preußen. Sie wurden 1816 dem Kreis Weißenfels im  Regierungsbezirk Merseburg der Provinz Sachsen zugeteilt. Mit der Industrialisierung 1850 stieg auch die Zahl der Bürger, die in der traditionellen Landwirtschaft, in der Braunkohleindustrie und in der Chemie tätig waren. In Gerstewitz entstand 1856 die erste Fabrik der Sächsisch-Thüringischen Actiengesellschaft für Braunkohlenverwertung, die zu den wichtigsten Produzenten von Braunkohleschwelprodukten gehörte.
Am 1. Juli 1950 wurde Nellschütz nach Zorbau eingemeindet. Bei der zweiten Kreisreform in der DDR wurde Zorbau mit seinen Ortsteilen Nellschütz, Gerstewitz und Zörbitz im Jahr 1952 dem Kreis Hohenmölsen im Bezirk Halle zugeordnet. Seit 1994 gehörte Zorbau zum Landkreis Weißenfels, der im Jahr 2007 im Burgenlandkreis aufging.
Die Gemeinde Zorbau wurde per Gesetz zum 1. Januar 2011 in die Stadt Lützen eingemeindet und verlor dadurch ihre politische Selbstständigkeit. Sie gehörte bis zu ihrer Auflösung der Verwaltungsgemeinschaft Lützen-Wiesengrund an, die ihren Verwaltungssitz in der Stadt Lützen hatte und ebenfalls am 1. Januar 2011 aufhörte zu existieren.

## Sehenswürdigkeiten

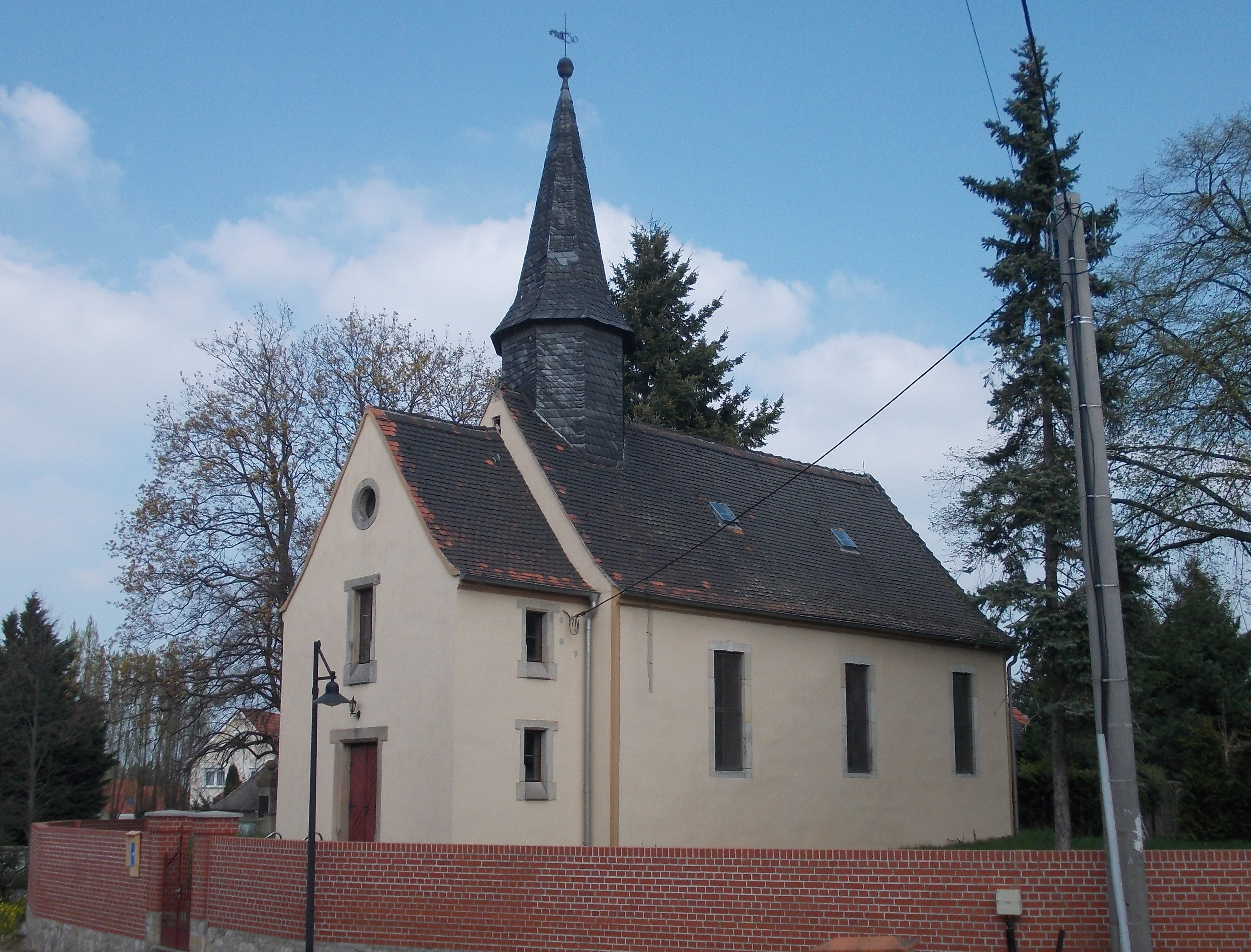
Kirche in Nellschütz

- Die Marienkirche Zorbau, erbaut um 1000, ist möglicherweise die älteste im Burgenlandkreis. Uda gilt als die Stifterin der Kirche.
- In der Kirche zu Nellschütz steht die vermutlich zweitälteste noch erhaltene Orgel im Weißenfelser  Land. Sie wurde 1723/24 erbaut. Über den Orgelbauer Gottfried Joch ist leider nichts bekannt. Die Orgel gehört zu den wenigen Instrumenten, für die man noch einen Kalkanten benötigt, der die Bälge tritt und somit für die Luftzufuhr sorgt. Das Instrument ist wegen seines eingeschränkten Tonumfangs (im Manual bis zum c‘‘‘, im Pedal bis c‘) nicht für jedes Orgelmusikstück geeignet.
- Auf dem Ortsfriedhof erinnert eine Grabstätte an einen sowjetischen Soldaten oder (nach anderer Angabe) Zivilarbeiter, der während des Zweiten Weltkrieges nach Deutschland verschleppt und ein Opfer von Zwangsarbeit wurde.
- Kriegerdenkmal bei der Gaststätte Friedenseiche

## Religion

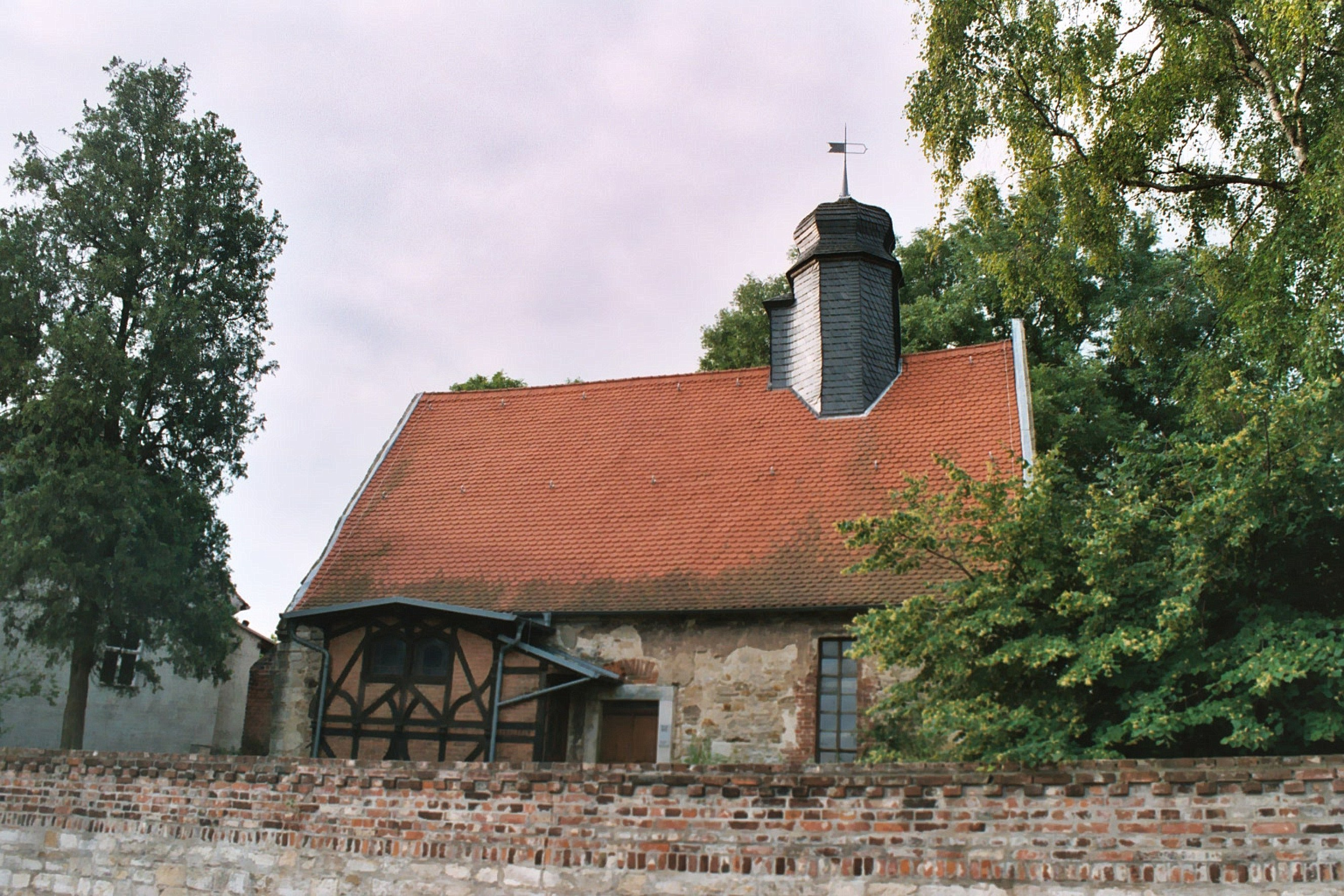
Kirche in Gerstewitz

Auf dem Gebiet der Ortschaft Zorbau existieren drei evangelische Gemeinden (Gerstewitz, Nellschütz, Zorbau). Diese sind mit den Gemeinden Selau, Granschütz und Taucha im Kirchspiel Zorbau organisiert, welches wiederum dem evangelischen Pfarrbereich Weißenfels Süd-Ost zugeordnet ist.

## Zorbauer Festanger
Im Jahr 1988 feierte Zorbau seine 900-Jahrfeier. Daran anknüpfend wurde 1989 der erste Zorbauer Festanger gefeiert. Seitdem findet der Festanger kontinuierlich Ende Mai/Anfang Juni auf dem Zorbauer Anger statt und zieht viele Besucher aus der Region an.

## Wirtschaft
Das in Zorbau entstandene Gewerbegebiet ist eines der wirtschaftlichen Zentren des Burgenlandkreises und eines der größten Gewerbe- und Industriegebiete im Süden Sachsen-Anhalts. Auf ca. 100 ha Fläche sind seit 1990 über 1000 Arbeitsplätze entstanden. Über die Landesgrenzen bekannt ist die Abfallverwertungsanlage und die ROBA Corrugated GmbH die in einem in Europa einmaligen Werk Feinstwellpappe herstellt.
Der Standort Zorbau befindet sich im Zentrum der mitteldeutschen Verkehrsströme. Die günstige Lage mit direktem Anschluss an die A9 (Berlin-München) ist ideal, zumal in südlicher Richtung, nach etwa 30 km, die A9 am Hermsdorfer Kreuz auf die A4 trifft. Dadurch ist ein Autobahnanschluss in Richtung Dresden, Polen, Tschechien und zu den westlichen Ballungsräumen gegeben. Im Norden erreicht man die A14 und den Flughafen Leipzig/Halle sowie die Metropolen Halle und Leipzig. 4 km nördlich ist das Autobahnkreuz Rippachtal zur A38 entstanden, das den Süden des Großraums Leipzig ideal erschließt.

## Ansässige Firmen

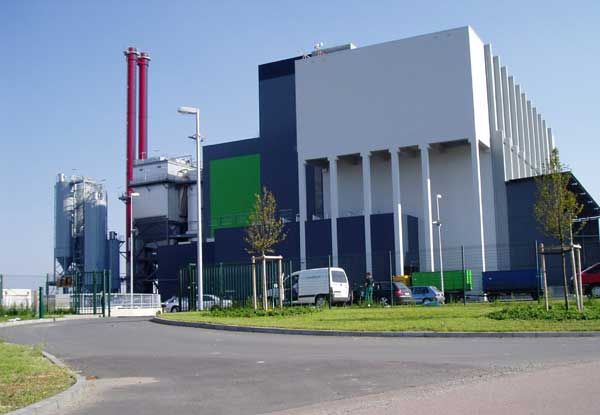
Die Abfallverwertungsanlage in Zorbau

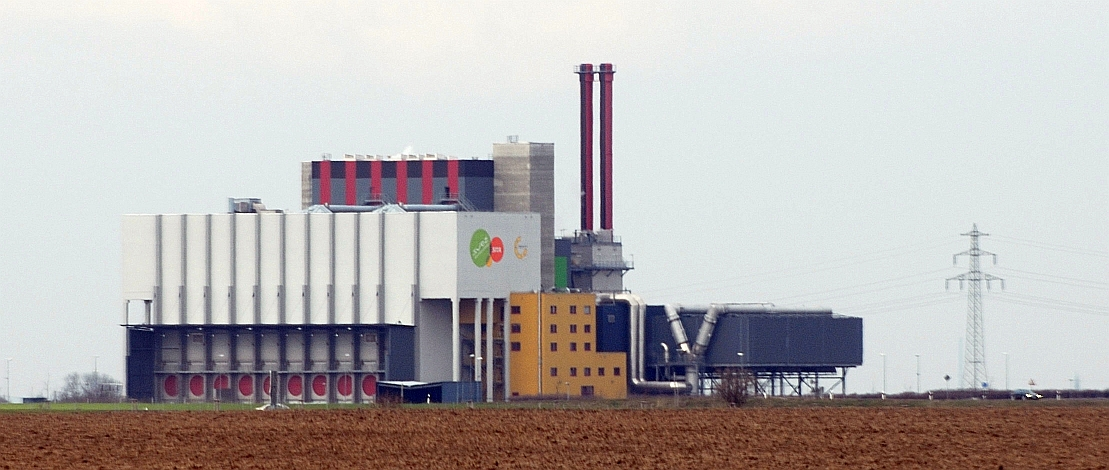
Blick von der A 9 auf die Abfallverwertungsanlage

- Abfallverwertungsanlage: Die Thermische Restabfallbehandlungsanlage der SITA Abfallverwertung GmbH verarbeitet jährlich etwa 300.000 Tonnen Müll. Die Müllverbrennung liefert eine Leistung von 107 MW.
- Fenster-, Türen- und Wintergärten-Fertigung
- Chefs Culinar Ost
- Seifert Logistics
- Bauer + Mayer Spedition und Logistik GmbH
- KRUG Internationale Speditionsgesellschaft mbH
- Otto Kittel GmbH + Co. Garten-, Landschafts- + Sportplatzbau KG
- Zorbauer Dachdecker GmbH
- Elektro – Zorbau GmbH
- Motorradland Weissenfels GmbH
- WSSC GmbH Schuhservice Weissenfels
- I. K. Hofmann GmbH
- Eurowell GmbH
- LVD Bernard Krone GmbH

## Freiwillige Feuerwehr Zorbau/Gerstewitz
Die Freiwillige Feuerwehr Zorbau/Gerstewitz ist eine Stützpunktfeuerwehr im Burgenlandkreis. 27 Kameraden sorgen für die Sicherheit der 850 Einwohner der Gemeinde und der über 1000 Arbeitsplätze im Gewerbegebiet.

## Sport / Vereine
- SV Blau Weiß Zorbau e. V.
- Zorbauer Heimatverein 1991 e. V.
- Freiwillige Feuerwehr Zorbau/Gerstewitz
- SFG Nellschütz

## Ehrenbürger
2008 Horst Geldermann (Projektplaner Industriegebiet)